# Олаф (ураган, 2021)
Ураган «Олаф» (англ. Hurricane Olaf) — тихоокеанський ураган 2 категорії який зробив вихід на берег у штаті Нижня Каліфорнія в вересні 2021 року, п'ятнадцятий по імені тропічний шторм та шостий ураган тихоокеанського сезону ураганів 2021.
Зоне низького тиску викликала повені в південно-західних штатах Мексики в штаті Халіско і Коліма. Шторм спричинив закриття шкіл, портів та місць вакцинації проти COVID-19 у Південній Нижній Каліфорнії, коли він наближався до півострова. Сильні опади, повені, зсуви та незначні пошкодження ліній електропередач і готелів – все це повідомлялося з моменту виходу Олафа на берег.

## Метеорологічна історія

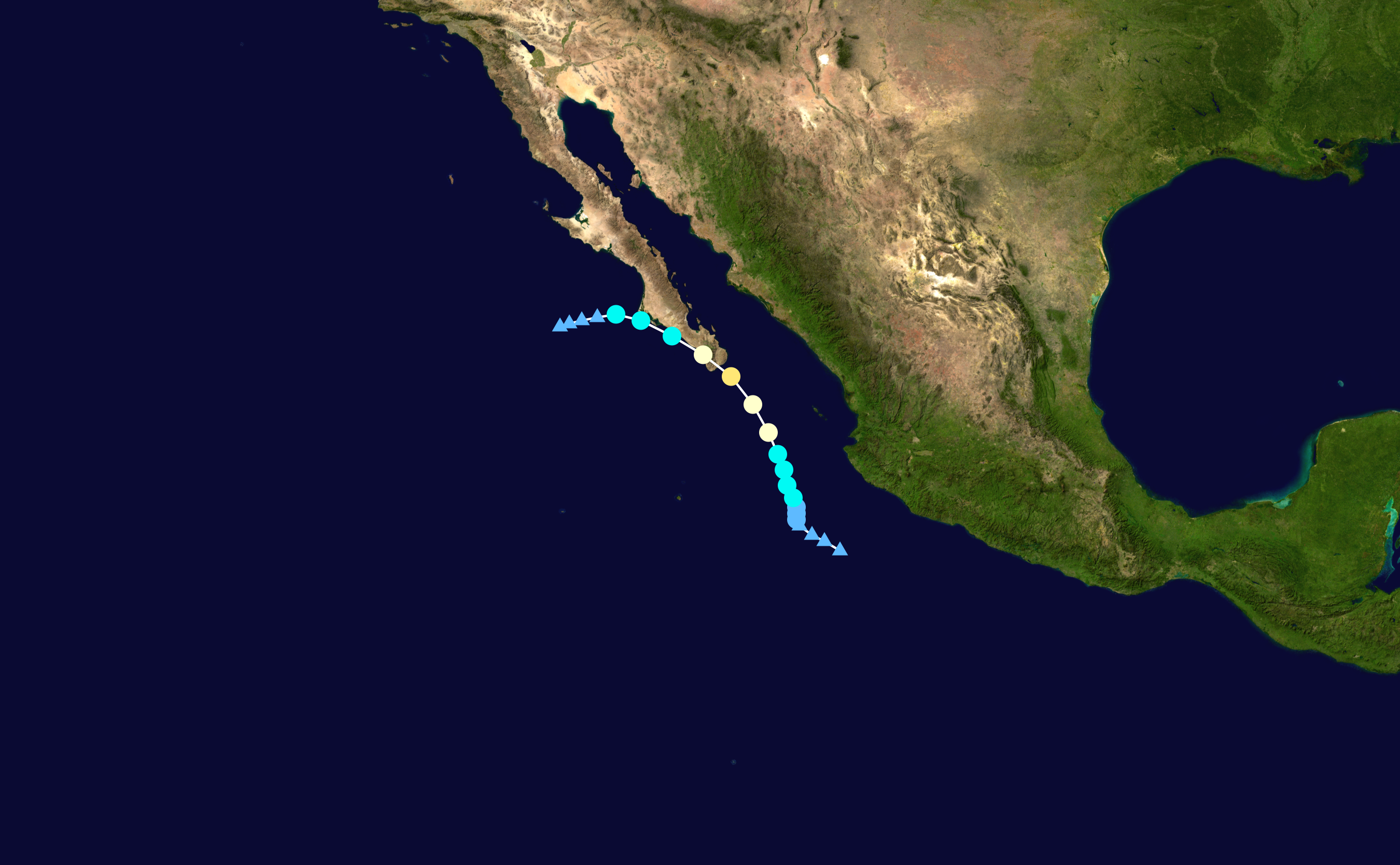
Траєкторія руху Урагану Олаф

3 вересня о 00:00 UTC Національний центр ураганів (NHC) відзначив можливість розвитку області низького тиску біля південно-західного узбережжя Мексики. Зрештою, 5 вересня, близько 18:00 UTC, район розвинувся відповідно до прогнозів. Протягом наступних кількох днів умови поступово ставали більш сприятливі, оскільки занепокоєння краще організовувалося, викликаючи велику площу поступово організовуваних гроз, але поступово ставали краще визначено. Збурення потім перемістилися на ппівнічний захід і набули низького рівня циркуляції, що спонукало його позначити як тропічна депресія о 00:00 UTC 8 вересня. Внутрішня конвекція депресії була неорганізовані після формування, але циклон організувався і ставав краще вираженим протягом дня. О 15:00 UTC того ж дня циклон був оновлений до тропічного шторму і отримав назву Олаф. Повільно рухаючись на північний захід, Олаф розвинув смуги та хороший відтік в дуже сприятливих екологічних умовах для інтенсифікації, з теплими температурами поверхні моря (SSTs) і низькими величинами вертикального зсуву вітру. 9 вересня шторм розвинув добре виражене око і став ураганом категорії 1 близько 15:00 UTC.
Олаф посилився ще швидше, коли він наблизився до південно-західного узбережжя півострова Нижня Каліфорнія, утворивши симетричну вічну стінку, оскільки його вітри зросли на 20 миль на годину всього за шість годин. О 03:00 UTC 10 вересня «Олаф» був підвищений до урагану 2 категорії; вона досягла піку інтенсивності в цей час з максимальною тривалістю вітру 100 миль на годину (155 км/год) і мінімальним барометричним тиском 974 мілібара (28,76 дюйма рт.ст.). Через двадцять хвилин шторм обрушився на берег поблизу Сан-Хосе-дель-Кабо. Центр Олафа ненадовго перетнув півострів, перш ніж знову вийти над водою, ослабнувши в цьому процесі статус 1 категорії. Незабаром після того, як повернувся над водою, організація Олафа зазнала краху, включно з його оком і очною стінкою, і о 15:00 UTC 10 вересня о 15:00 UTC її статус було понижено до тропічного шторму. Поступово віддаляючись від землі на захід, Олаф продовжував швидко слабшає, а його центр низького рівня стає відкритим і позбавленим будь-якої глибокої конвекції до 21:00 UTC. До 09:00 UTC 11 вересня, Олаф був позбавлений будь-якої організованої глибокої конвекції протягом 18 годин, і тому був визнаний залишковим низьким рівнем, коли повернувся на південний захід.

## Підготовка

Tropical Depression Fifteen-E shortly after formation, on September 8.

О 03:00 UTC 8 вересня для південних частин Південної Нижньої Каліфорнії було введено спостереження за тропічним штормом. Вони були продовжені на північ о 09:00 UTC до того, як для тих самих районів було видано попередження про тропічний шторм.  Вони залишалися до 09:00 UTC 9 вересня, коли було опубліковано попередження про урагани, а попередження про тропічний шторм було поширено на північ. Попередження про ураган і тропічний шторм знову було розширено на північ через дванадцять годин о 21:00 UTC, за шість годин до виходу на берег. По всьому штату оголошено червоний рівень тривоги. 
Очікувалося, що в штатах Нижня Каліфорнія, Південна Нижня Каліфорнія , Сіналоа і Наяріт випадає до 150 мм опадів у зв’язку з наближенням урагану Олаф, а також потенційний прибій до 23 футів (7,0 м). Перед виходом на берег порти та школи були закриті, а жителів, які живуть у зонах затоплення, закликали евакуюватися. Вакцинацію від COVID-19 було припинено, і 20 000 туристів втекли до готелів. 20 тимчасових притулків було створено в Південній Нижній Каліфорнії для мешканців з будинками в зонах високого ризику. Заняття в Кабо-Сан-Лукас були припинені 10 вересня.

## Наслідки
Пов’язана з ураганом волога призвела до сильних дощів у Халіско, що призвело до повені. Ця повінь привела до обвалення причепа біля мексиканського федерального шосе 80 , на якому поховала чоловіка. Сильні дощі внаслідок урагану «Нора» та «Олаф» спричинили закриття пляжів у Наяріті. 
Федеральна комісія з електроенергетики Мексики (CFE) повідомила, що понад 191 000 людей втратили електроенергію в розпал шторму. До 12 вересня за допомогою 678 електромонтажників, 110 кранів, 212 транспортних засобів і 2 вертольотів електропостачання було відновлено до 94%. Сильний дощ, сильний вітер і високі хвилі обрушилися на південно-західне узбережжя півострова Нижня Каліфорнія, коли Олаф  пізніше вийшов на берег. Готелі отримали незначні пошкодження, а деякі автомобілісти були затиснуті в своїх транспортних засобах. Також повідомлялося про падіння дерев. Тридцять сім рейсів авіакомпаній були скасовані. Збитки були оцінені в 200 мільйонів песо (10 мільйонів доларів США) в муніципалітетах Лос-Кабосі Ла-Пас.